# Hugo Preutaeus
Hugo Preutaeus (* um 1584; † 1646) war ein deutscher Benediktiner. Er war von 1614 bis 1646 Abt der Klöster Werden und Helmstedt.

## Leben
Hugo Preutaeus stammte aus der Stadt oder dem Gebiet des Stifts Essen. Um 1602 trat er dem Kloster Werden bei. Als Novize wird er in von diesem Jahr bis 1606 erwähnt. Preutäus wurde um 1607 zum Priester geweiht und wurde mit dem Predigeramt für die katholischen Einwohner von Velbert betraut. Im Jahr 1610 wurde er als Pastor bezeichnet. Zu dieser Zeit war er an der Klemenskirche in Werden tätig. Diese Position hatte er auch noch 1614 zur Zeit seiner Abtswahl inne.
Anders als einige seiner Vorgänger erfolgte seine Bestätigung durch den Erzbischöf von Köln ohne nennenswerte Probleme. Seine Konfirmation durch den Erzbischof erfolgte daher bereits im August 1614. Kurze Zeit später leistete er den nötigen Eid und wurde zum Abt benediziert. Von Kaiser Matthias erhielt er im März 1615 die Regalien. Durch das Aussterben der Herzöge von Kleve blieb während seines Abbiats das Amt des Vogtes unbesetzt. Beansprucht wurde die Position durch Kurbrandenburg als Rechtsnachfolger der Herzöge.
Schon 1614 wurde er auch in die Gemeinschaft der Äbte der Bursfelder Kongregation aufgenommen. Er spielte in der Kongregation in der Folge eine wichtige Rolle. Auf Beschluss der Kongregation wurde er 1629 zu einem der kaiserlichen Kommissare bestimmt, die nach dem Erlass des Restitutionsedikts die bis dahin evangelischen niedersächsischen Klöster Rekatholisieren sollten.
Auch das Gebiet der Abtei wurde von den Auswirkungen des Dreißigjährigen Krieges in Mitleidenschaft gezogen. Die von den Kriegsparteien erhobenen Kontributionen und Plünderungen brachten das Kloster Anfang der 1630er Jahre an den Rand des Zusammenbruchs. Im Jahr 1629 war das Kastell Werden von den Niederländern erobert und die Abtei war besetzt worden. Eine Plünderung konnte durch eine größere Geldsumme verhindert werden. Anfang Mai 1630 wurde die Abtei dann doch mehrere Tage lang geplündert. Der Schaden betrug 2000 Taler.
Viele Mitglieder des Konvents flüchteten und lebten zumeist in Köln. In St. Pantaleon befanden sich auch das Klosterarchiv und die wertvollsten Schätze des Klosters. Andere Mönche lebten in Düsseldorf. Auch der Abt wohnte dort eine Zeitlang in einem angemieteten Haus. Nur einige alte nicht reisefähigen Mönche und der Cellear blieben in Werden zurück. Dieser diente den Niederländern mehrfach als Geisel.
Im Jahr 1632 wurde das Kloster von Schweden geplündert. Eine weitere Plünderung konnte 1633 durch Geldzahlung verhindert werden. Im selben Jahr forderten die Hessen eine monatliche Kontribution von 300 Talern und die Niederländer eine jährliche Abgabe von 4500 Talern. Weder Stadt noch Stift waren in der Lage diese Forderungen auf Dauer zu erfüllen.
Hinzu kamen konfessionelle Streitigkeiten. Das Kloster hatte sich sowohl gehen die lutherische Gemeinde in der Stadt Wetter wie gegen eine neue kleinere reformierte Gemeinde zu behaupten. Im Kern ging es um den Besitz der verschiedenen Kirchen in Werden. Je nach Kriegslage hatten dabei in der Stadt Werden mal die Protestanten mal die Katholiken die Oberhand.
Abt und Konvent hatten sich mit dem Ziel der Rekatholisierung bis 1629 weitgehend durchsetzen können. Mit der Kriegswende änderte sich dies. Mit Unterstützung der Niederländer konnten sich die Reformierten die Nikolaikapelle aneignen. Die lutherische Gemeinde konnte ihre alten Rechte wieder erlangen, kam aber mit der Ausweitung ihrer Ansprüche nicht recht voran. Erst mit hessischer Unterstützung konnte sie 1633 die Abteikirche selbst übernehmen. Die Kirche wurde ihres katholischen Charakters entkleidet. Die Katholiken behaupteten schließlich nur noch die Stephanuskirche auf dem Hof des Klosters.
Unter anderem nachdem zum neuen hessischen Kommandanten ein Katholik ernannt worden war, konnte der Konvent seine Stellung wieder etwas ausbauen. Bereits 1635 konnte ein Teil der Abteikirche wieder genutzt werden. Ein Jahr später fielen Kastell und Stadt durch Verrat den Kaiserlichen in die Hände. Dadurch konnten Abt und Konvent die katholische Sache wieder durchsetzen, während die beiden protestantischen Gemeinden legitimiert durch ein kaiserliches Mandat in ihrer Existenz bedroht waren.
Unter kaiserlichem Schutz konnte Pretäus nun seine Landesherrschaft über das Stiftsgebiet wieder etablieren. Dabei kam es zu schweren Konflikten mit der brandenburgischen Regierung in Emmerich. Letztlich gelang es Preutäus die Stellung seines Klosters zu behaupten. Ihm war es sogar gelungen, verpfändete Güter wieder einzulösen. In seinen letzten Jahren war er öfters krank. Nach seinem Tod wurde er in der Abteikirche bestattet.